# Daptocephalus
Daptocephalus es un género extinto de sinápsidos anomodontio dicinodonte, cuyos restos se han encontrado en estratos del Pérmico Superior, en una biozona conocida precisamente por la presencia de este sinápsido, la Zona de Daptocephalus, en la cuenca del Karoo en Sudáfrica. Pudo tratarse de un animal de hábitos anfibios.

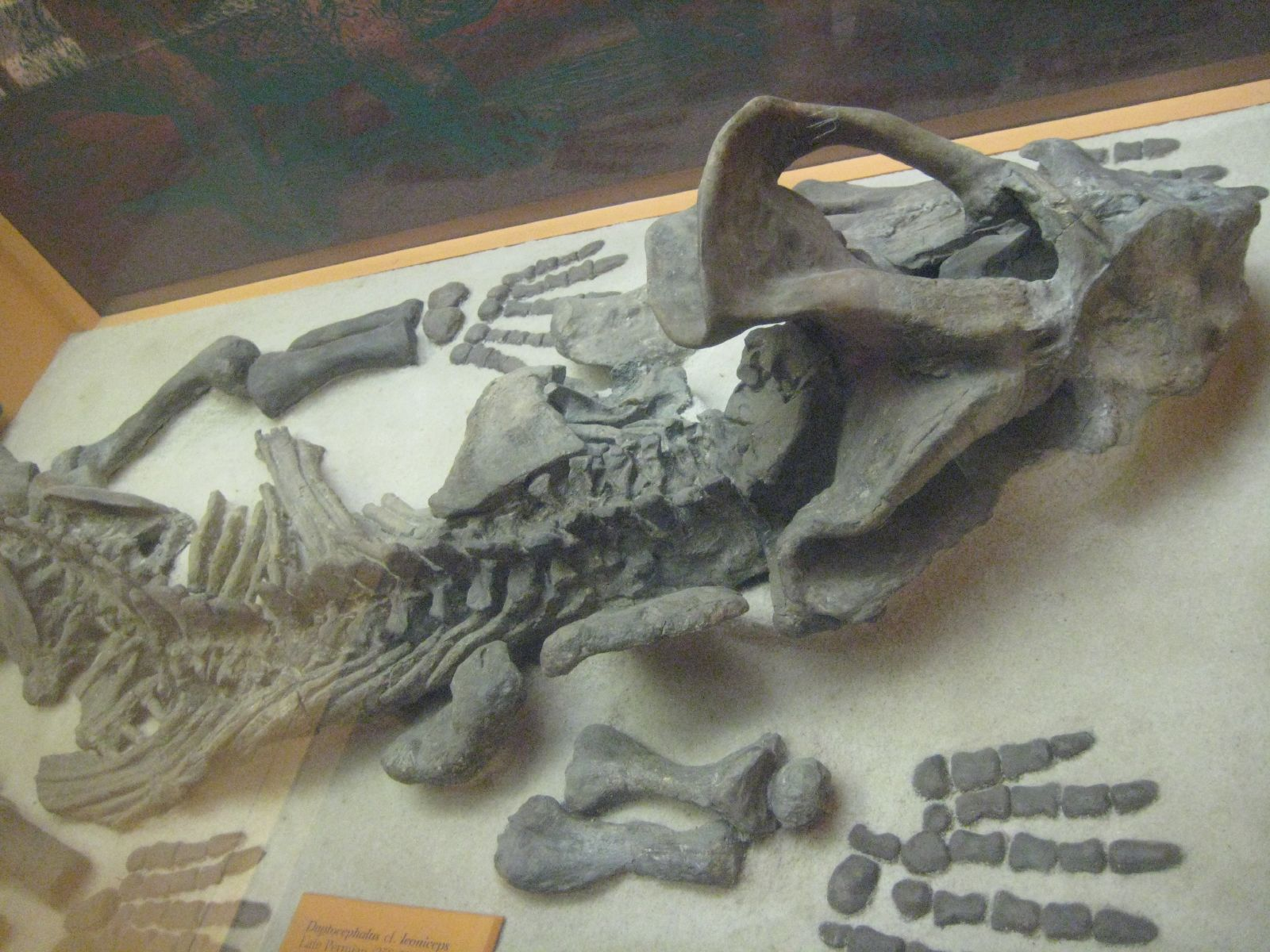
Ejemplar identificado como cf. D. leoniceps.